# 閱選訂購
「閱選訂購」或稱「配書閱購」、「閱選採購」及「認購計畫」，是圖書館和代理商之間合作協議的一種圖書訂購方法。由圖書館方提出某些主題範圍或是某些出版社出版的新書給代理商，並由代理商提供給圖書館決定是否購買。為維護雙方的權益，代理商可容許一定比例的退書率，如果超過該比例則將由館方來負擔。「閱選訂購」的目標歸納有三點：
1. 降低徵集部門的處理經費及加快處理速度。
2. 提高選書的品質及簡化館藏發展聯繫的工作流程。
3. 可藉由代理商圖書的折扣優待來減少圖書採購費用。

## 閱選訂購興起原因
1. 1942年：美國推出法明敦計畫(Farmington Plan)，成立小組負責規劃將收藏的責任分給全美的研究圖圖書館，主要針對國外區域研究資料的採集，向指定的出版社或代理商大批採購圖書。
2. 1958年：美國推出格那威計畫(Greenaway Plan)，由費城公共圖書館館長(Emerson Greenaway)所主導發展，其計畫為出版者在正式出版圖書之前，先將所有清單送交該公共圖書館，提供圖書館原評選圖書的參考，主要目的在蒐集所有新的出版品。
3. 1950年末-1960年初：美國學術圖書館面臨圖書經費增加，而徵集人員成長幅度趕不上經費增加的比例，漸漸開始轉向「閱選訂購」和「指令統購」的採購圖書方式。
4. 1970年代：「閱選訂購」和「指令統購」有較明顯的界定，主要差異點為「指令統購」不接受圖書館的退書。

## 閱選訂購的特色
1. 依據採購範圍書(profile)選書
2. 採購圖書為現行出版的圖書
3. 圖書館有退書的權力

## 閱選訂購的方式
1. 依圖書的出版地
2. 依語言
3. 依主題分類

## 閱選訂購的優缺點
- 優點
  1. 時效性：加速圖書採訪的時效。
  2. 正確性：館員可實際翻看原書做選擇，正確性高。
  3. 節省人力、時間：節省館員採購時間及人力。
  4. 節省購書經費：可享有購書折扣。
  5. 依館藏發展政策執行，有計畫性的蒐集完整館藏。
- 缺點
  1. 不能提供複本訂購的服務，如需訂購複本，則需另外購買。
  2. 交由代理商來負責選書，除好的採購範圍書不易訂定，還需與代理商之間不斷溝通，費時費力。
  3. 退書費用與繁瑣手續會增加圖書館的作業時間與成本。
  4. 圖書常於書評出現前送達圖書館，選書不易。
  5. 小型圖書館可能無固定經費支持閱選訂購。
  6. 採閱選訂購時亦常與一般訂購並行，不能事先了解收到何書，會有訂購上的困難。
  7. 代理商負責閱選訂購的人員可能並非學科專家，會有選書上的誤差。
  8. 無法預估每年的出版量及退書量，造成經費控制困難。
  9. 代理商通常會自行設計一套控制字彙及代碼，與分類表不盡相同。